# Providence Bruins
Providence Bruins – drużyna hokejowa grająca w American Hockey League w dywizji atlantyku, konferencji wschodniej. Drużyna ma swoją siedzibę w Providence w Stanach Zjednoczonych. Drużyna podlega zespołowi Boston Bruins oraz ma własną filie w ECHL, którą jest drużyna Long Beach Ice Dogs.
- Rok założenia: 1992
- Barwy: czarno-złote
- Trener: Scott Gordon
- Manager: Peter Chiarelli
- Hala: Dunkin’ Donuts Center

## Osiągnięcia
- Mistrzostwo dywizji: 1993, 1999, 2003
- F.G. „Teddy” Oke Trophy: 1993, 1999
- Frank Mathers Trophy: 2008
- Mistrzostwo konferencji: 1999
- Puchar Caldera: 1999
- Emile Francis Trophy: 2003, 2008, 2013